# Aérospatiale

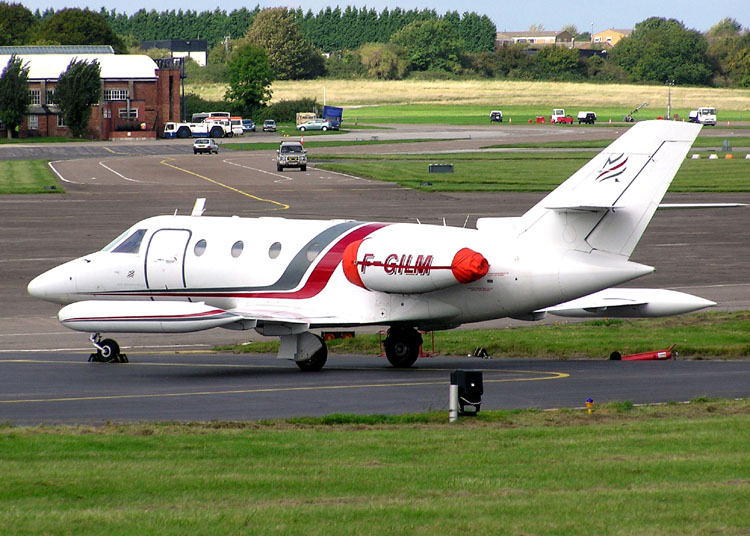
El Aérospatiale Corvette, que voló en 1970 y entró en servicio en 1974, se hicieron cuarenta.

Aérospatiale fue una empresa aeroespacial francesa manufacturera principalmente de aeronaves y de cohetes tanto civiles como militares. La compañía fue creada en 1970 de la fusión de las compañías estatales Sud Aviation, Nord Aviation y la Société d'études et de réalisation d'engins balistiques (SÉREB). A comienzos de 1971 fue dirigida por Émile Dewoitine y Bernard Dufour.
En 1969, junto a British Aircraft Corporation desarrollaron el primer avión supersónico comercial para pasajeros del mundo, el Concorde.
En 1991, esta compañía ayudó a construir el revolucionario chasis del Bugatti EB110 Supercar. Este chasis fue hecho enteramente de fibra de carbono que lo convertía en un automóvil muy ligero.
En 1992, DaimlerBenz Aerospace AG (DASA) y Aérospatiale combinaron sus divisiones de helicópteros para conformar el Grupo Eurocopter.
En 1999, Aérospatiale se fusionó con Matra Haute Technologie para formar Aérospatiale-Matra. 
En 2001, el equipo de misiles de Aérospatiale-Matra fue fusionado con Matra BAe Dynamics y la división de misiles de Alenia Marconi Systems para formar MBDA. El gobierno plural de izquierda de Lionel Jospin comenzó la privatización de Aérospatiale. 
El 10 de julio de 2000 Aérospatiale-Matra se unió a Construcciones Aeronáuticas, S.A. (CASA) de España y DaimlerChrysler Aerospace AG (DASA) de Alemania para conformar la European Aeronautic Defence and Space Company (EADS).

## Productos

### Aeronaves de ala fija
- ATR 42 (como parte de ATR)
- ATR 72 (como parte de ATR)
- Avion de Transport Supersonique Futur
- CM.170 Magister
- CM.175 Zephyr
- Concorde (junto a British Aircraft Corporation)
- SE 210 Caravelle
- SN 601 Corvette
- TB 30 Epsilon

### Helicópteros
- AS350 Ecureuil/AStar
- AS355 Ecureuil 2/TwinStar
- SA 313/SA 318 Alouette II
- SA 315B Lama
- SA 316/SA 319 Alouette III
- SA 321 Super Frelon
- SA 330 Puma
- SA 341/SA 342 Gazelle
- SA 360 Dauphin
- SA 365/AS365 Dauphin 2